# Relaciones Chile-Malaui
Las relaciones Chile-Malawi son las relaciones internacionales entre la República de Chile y la República de Malawi que se remontan a 1975 en un contexto político y social como la guerra fría, dentro del que ambos países se apoyaron y colaboraron mutuamente.

## Historia

### sigloXX
Las relaciones diplomáticas entre Malawi y Chile se remontan al año 1975. Nos encontramos en el contexto del Golpe de Estado de Chile del 11 de septiembre de 1973 con el que Augusto Pinochet asumiría el poder. Todo esto fue bien visto por el presidente de Malawi de aquel entonces, Hastings Kamuzu Banda, quien compartía un mismo punto de vista con Pinochet, ambos criticaban fuertemente al comunismo y socialismo. Recordemos que todo esto sucedió en el período de la Guerra Fría entre las potencias de Estados Unidos y la Unión Soviética, que dividiría al mundo en diferentes ideologías y dentro del que se apoyarían entre sí los estados que pensaban igual.
En 1975, funcionarios chilenos viajaron a Malawi para establecer relaciones diplomáticas en lo que fue un encuentro sumamente agradable y gratificante para ambos estados. 
En 1977 el presidente de la república de Chile hizo algunas visitas a algunos países de África, en los cual se encuentra Malawi.
En 1988, Malawi explotó fuertemente el algodón agrícola de la nación hacia chile, lo que fortaleció todavía más las relaciones diplomáticas entre ambos estados.
Sin embargo en 1990 tras el fin de la dictadura de Augusto Pinochet en Chile, empezó un distanciamiento en las relaciones entre ambos estados, todo esto acompañado de la Guerra Fría, en el que Augusto Pinochet debe abandonar el poder de manera pacífica y democrática para que este sea asumido por Patricio Aylwin, el primer presidente elegido democráticamente del país desde 1970. 
En 1994, Hastings Kamuzu Banda se iría del poder en Malawi, a lo cuál asumiría Bakili Muluzi (1994-2004), quien tendría una opinión mucho más neutral y moderada que su antecesor sobre los partidos políticos de izquierda, por lo que se volvería a un cierto acercamiento comercial con Chile.
SIGLO XXI
A finales de los años 90 e inicio de los 2000, Chile apoyaría financieramente a muchos países de África, entre ellos Malawi.
En el año 2001, Chile apoyaría tanto económica como socialmente a Malawi durante la época de sequías y crisis que afrontaba el país.

En el año 2016, Chile reconoció oficialmente los documentos apostillados por Malawi, facilitando así ciertos trámites legales y administrativos entre ambos estados.

## Misiones diplomáticas
- La embajada de Chile en Sudáfrica concurre con representación diplomática a Malaui.[1] Asimismo, Chile cuenta con un consulado honorario en Lilongüe.[2]
- La embajada de Malaui en Brasil concurre con representación diplomática a Chile.[1]